# Knottnkino

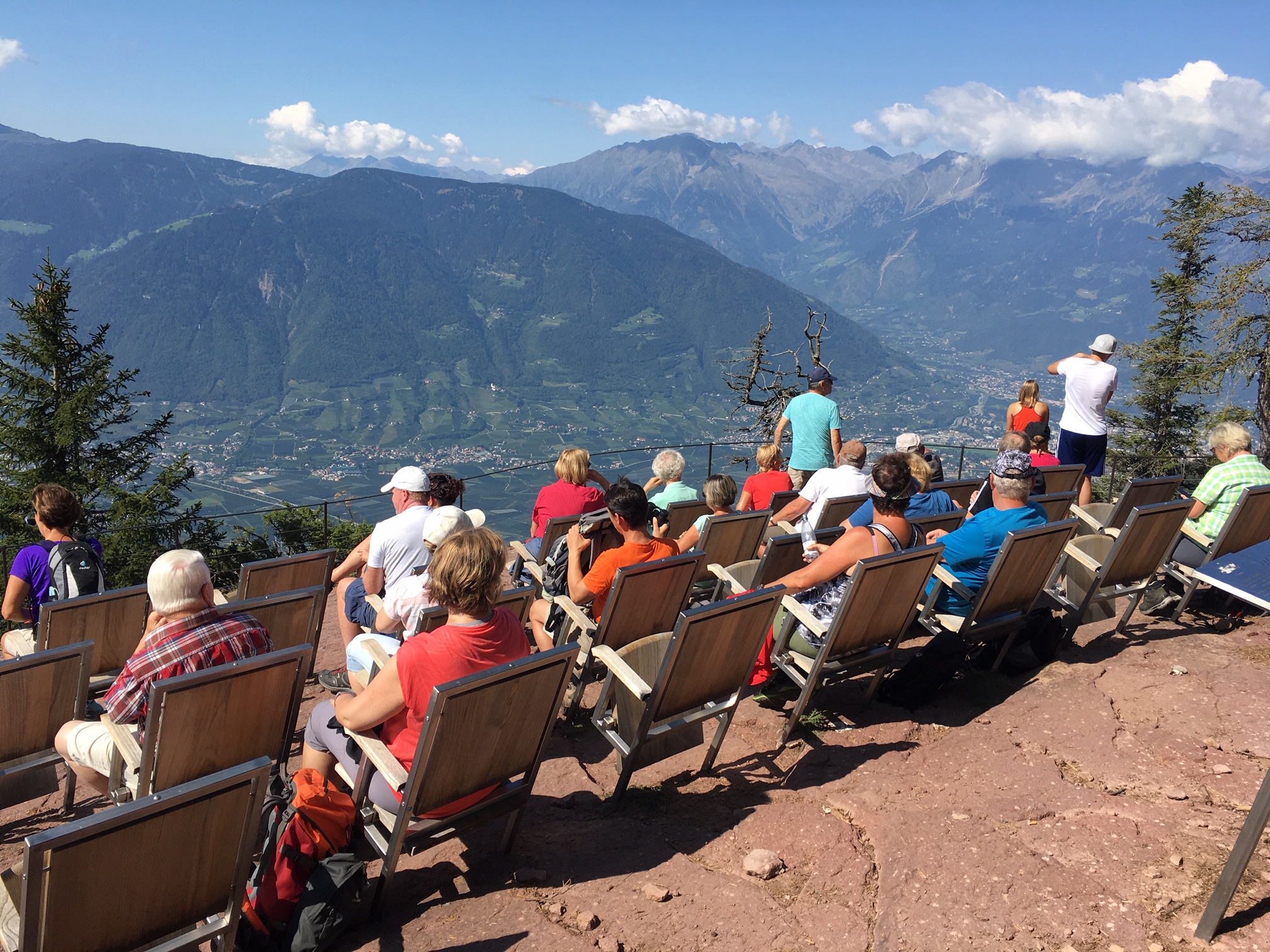
Knottnkino (2020)

Das Knottnkino, auch Knottenkino, ist ein besonders gestalteter Aussichtspunkt auf dem Porphyrfelsen Rotsteinkogel in 1465 m s.l.m. bei dem Südtiroler Ort Vöran über Burgstall. „Knottn“ bedeutet im Südtiroler Dialekt „Fels“.
Das Knottnkino, das im Jahr 2000 vom Metallgestalter und Künstler Franz Messner (1952–2017) aus Klobenstein am Ritten geschaffen wurde, besteht aus 30 wetterfesten Klappsesseln aus Edelstahl und Kastanienholz. Von dort hat man einen Ausblick auf das Etschtal mit dem Meraner Becken einschließlich Seitentälern und angrenzenden Bergen.
Ursprüngliche Absicht des Künstlers war, anlässlich der Jahrtausendwende ein Knottnkino auf dem „Beimsteinknott“ (Beimsteinkogel) zu errichten. Da der Grundeigentümer nicht einverstanden war, wählte man unweit davon den „Rotsteinknott“ (Rotsteinkogel) als Örtlichkeit. Die Finanzierung erfolgte letztlich durch die Südtiroler Landesregierung im Rahmen der Förderung von Milleniums-Projekten. Die feierliche Eröffnung erfolgte am 28. Juli 2001.